# Inken Hilgenfeld
Inken Hilgenfeld (* 1974 in Stadthagen) ist eine deutsche Konzeptkünstlerin.

## Leben
Hilgenfeld studierte 1994 bis 1998 Freie Kunst und Bildhauerei an der Alanus Hochschule in Alfter. 1998 nahm sie das Studium der Freien Kunst an der Kunsthochschule Berlin-Weißensee auf. Das Sokrates/Erasmusstudium führte sie 2002 an die Jan Mateijko Akademie in Krakau (PL). 2003 erhielt Hilgenfeld in Berlin das Diplom für Bildhauerei/Malerei bei Karin Sander und Katharina Grosse. 2004 wurde sie zur Meisterschülerin von Karin Sander ernannt.
Seit 2009 arbeitet Hilgenfeld als freischaffende Künstlerin in Regensburg.

## Stipendien/Auszeichnungen (Auswahl)
2000–2004: Stipendiatin des evangelischen Studienwerkes Villigst
2007–2008: NaföG (Graduierten-Stipendium des Berliner Senats); Reisestipendium Japan
2009–2012: Förderatelier Künstlerhaus Andreas-Stadel der Kunst- und Kulturstiftung Oswald Zitzelsberger, Regensburg

## Einzel- und Gruppenausstellungen (Auswahl)
2008: Celeste Kunstpreis, Finalisten, ehemalige Patzenhofer-Brauerei, Berlin
2008: 39 days of art, Tokio
2009: Dickes B., zeitgenössische Kunst aus Berlin, Cph Art Factory, Kopenhagen (DK)
2010: Sasiedzi, Nachbarn, polnische Motive in deutscher Gegenwartskunst, Gdanska Galeria Miejska, Danzig (PL)
2011: Zu warm oder im Luftzug stehen, Sigismund-Kapelle, Städt. Galerie, Regensburg
2012: Papier global, Stadtmuseum Deggendorf
2013: Debütanten 2012, Kunst- und Gewerbeverein Regensburg
2013: Zwischen Raum, Ausstellung zum Kunstpreis 2013 der Sparkasse Karlsruhe
2014: Im Wachsen, Sparkasse Regensburg